# Josh Harder
Joshua Keck Harder, dit Josh Harder, né le 1er août 1986 à Turlock (Californie), est un homme politique américain, membre du Parti démocrate et élu de la Californie à la Chambre des représentants des États-Unis depuis 2019.

## Biographie

### Études et carrière professionnelle
Après des études à Stanford et Harvard, Josh Harder travaille pour plusieurs cabinets de consultants et dans le secteur de la haute technologie. Avant de se lancer en politique, il exerce pendant trois ans dans le capital risque au sein du cabinet Bessemer Venture Partners.
En 2017, Harder retourne dans sa ville natale de Turlock et donne des cours au Modesto Junior College.

### Carrière politique

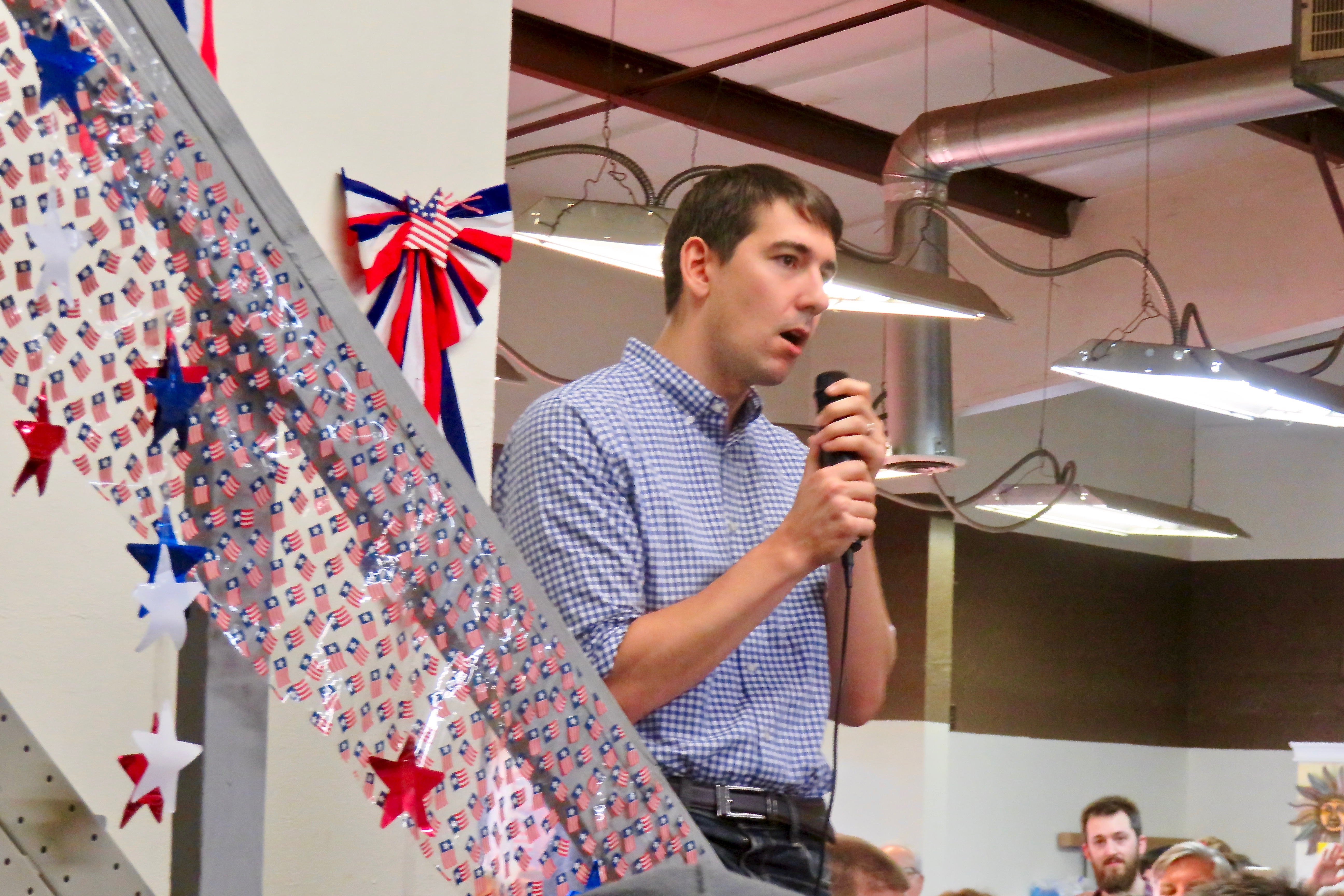
Josh Harder en campagne en 2018.

Peu après son retour dans la Vallée Centrale, Harder se présente à la Chambre des représentants des États-Unis dans le 10e district congressionnel de Californie. La circonscription est détenue par le républicain Jeff Denham, bien qu'elle vote en faveur de la candidate à la présidence Hillary Clinton lors des élections de 2016. Denham arrive en tête de la primaire transpartisane du mois de juin avec 38 % des voix, loin devant Harder (16 %) et le républicain pro-Trump Ted Howze (14 %). Les candidats démocrates totalisent cependant environ 47 % des suffrages. Considéré comme un démocrate modéré, Harder critique Denham pour ses positions sur l'immigration, la santé et la gestion de l'eau. La circonscription est à 40 % hispanique et dépend fortement de l'agriculture. Denham critique également Harder, qu'il considère comme un libéral de la baie de San Francisco aligné avec Nancy Pelosi. Plus d'une semaine après les élections du 6 novembre 2018, Harder est déclaré vainqueur avec 52,3 % des suffrages contre 47,7 % à Denham, soit un écart de près de 10 000 voix.

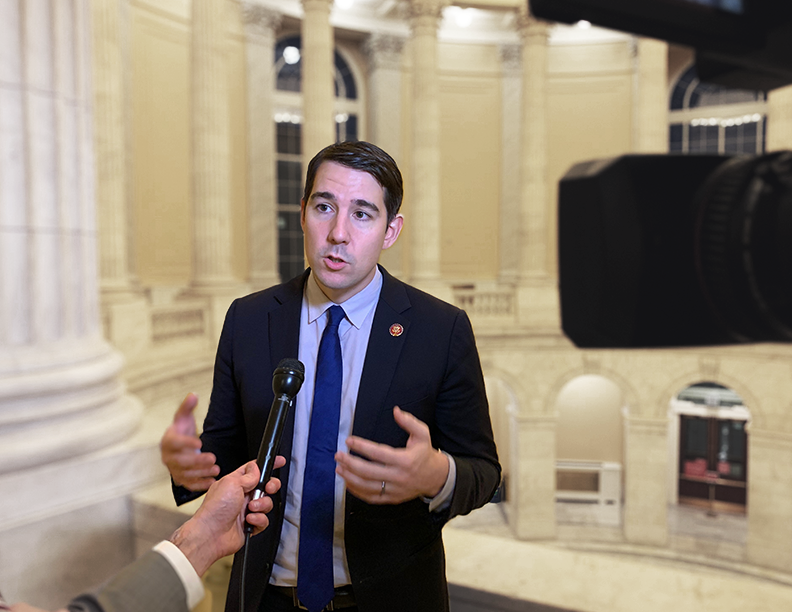
Josh Harder, interviewé au Congrès en 2020.

En 2020, Josh Harder affronte le républicain Ted Howze, ancien conseiller municipal de Turlock. Durant l'été, d'anciennes publications racistes de Ted Howze sur les réseaux sociaux sont dévoilées, poussant le Parti républicain à se désengager de l'élection dont Harder devient le favori. Josh Harder est facilement réélu avec 55 % des voix, battant Howze de 10 points et dépassant le score de Joe Biden dans le district (qui devance Trump de 3 points).